# Pohuehue Falls
Die Pohuehue Falls sind ein Wasserfall im Gebiet der Ortschaft Pohuehue, die zum Ortsgebiet der Stadt Warkworth in der Region Auckland auf der Nordinsel Neuseelands gehört. Er liegt in einem Zulauf des rechten Arms des Mahurangi River. Seine Fallhöhe beträgt rund 10 Meter.
Vom Besucherparkplatz direkt am New Zealand State Highway 1 beginnt der Moirs Hill Walkway, der als Waterfall Viewpoint Track in einer 30 minütigen Retourwanderung zum Wasserfall führt.